# Acacia tamariscina
Acacia tamariscina é uma espécie de leguminosa do gênero Acacia, pertencente à família Fabaceae.